# Jorge Casal
Jorge Casal (Salvador Carmelo Pappalardo; * 14. Januar 1924 in Buenos Aires; † 25. Juni 1996 ebenda) war ein argentinischer Tangosänger und Schauspieler.

## Leben
Casal arbeitete als Jugendlicher in der Textilfabrik eines Onkels. Dort lernte er den jüngeren Roberto Florio kennen, der sein Freund wurde und der ebenfalls als Tangosänger bekannt wurde. Er trat in Clubs seiner Nachbarschaft auf, nahm erfolglos an einem Wettbewerb von Radio Splendid teil, bis ihn 1946 Florindo Sassone auf Anraten seiner Frau, die Gesang studiert hatte, in sein Orchester aufnahm. 1950 wechselte er zum Orchester von Aníbal Troilo, dem er bis 1955 angehörte und mit dem er 20 Titel aufnahm. Danach begann er eine Laufbahn als Solist mit Begleitung des Gitarrenensembles von Roberto Grela (mit Héctor Ayala, Domingo Laine und Ernesto Báez). In den 1950er Jahren wirkte er außerdem in mehreren Filmen mit.

## Aufnahmen
- Dicen que dicen
- A mis manos
- Canción de cuna (1947).
- Volver (1947).
- Por dónde andará (1947).
- Puentecito de mi río (1947).
- Cien guitarras (1947).
- Siempre te nombra (1947).
- El día que me quieras (1948).
- A la luz del candil (1948).
- Rencor (1949).
- Y volvemos a querernos (1949).
- Mi noche triste (1949).
- La última cita (1949).
- Fogón de huella (1949).
- Madre hay una sola (1949).
- No te engañes corazón (1949).
- Noches de Atenas (1950).
- Al compás de la mentira (1950)
- Uno y uno
- Tinglado
- Che bandoneón (1950).
- Mi vieja viola (1951).
- El patio de la morocha (1951).
- La violeta (1951).
- Buenos Aires (1952).
- Amigazo (1952).
- Uno (1952).
- Flor campera (1952).
- Ventanita de arrabal (1952).
- Barrio viejo del 80 (1952).
- Del suburbio (1952).
- Araca corazón (1952).
- La mentirosa (1952).
- Vuelve la serenata (1953).
- Una canción (1953).
- Patio mío (1953).
- Milonga del mayoral (1953).
- Carmín (1954).
- La cantina (1954).
- Los cosos de al lao (1954).

## Filme
- Al compás de tu mentira, 1950
- El cartero, 1954
- Vida nocturna, 1955